# 巴厘语
巴厘语（／）是一种通行于印度尼西亚巴厘岛的语言，在东爪哇、珀尼达岛北部和龙目岛西部也有人使用，使用人口约330万（2000年），属于南岛语系马来-波利尼西亚语族。大部分巴厘语的使用者还通晓印度尼西亚语。
2011年，巴厘文化理事会估计，巴厘岛上日常生活中仍在使用巴厘语的人不超过100万，在城市里，父母只教子女印尼语甚至是英语。同时，大众传媒和学校中的对话已越来越少。大多数人对巴厘语的文字很不熟悉，大部分巴厘人只把它作为一种基础语言，在日常生活中与印尼语混用。但是在巴厘岛以外的其他地区，巴厘语仍被使用，并且在语言保护中起着重要作用。

## 语音

### 元音
|        | 前元音 | 央元音 | 后元音 |
| ------ | ------ | ------ | ------ |
| 闭元音 | i      |        | u      |
| 中元音 | e      | ə      | o      |
| 开元音 |        | a      |        |

正式拼法中，/a/和/ə/都用字母a表示。但是，a在词尾时通常发作/ə/，/ə/音也出现在前缀ma-,pa-和da-中。

### 辅音
|             | 唇音 | 唇音 | 齿音 | 齿音 | 硬腭音 | 硬腭音 | 软腭音 | 软腭音 | 声门音 | 声门音 |
| ----------- | ---- | ---- | ---- | ---- | ------ | ------ | ------ | ------ | ------ | ------ |
| 鼻音        |      | m    |      | n    |        | ɲ      |        | ŋ      |        |        |
| 塞音/塞擦音 | p    | b    | t    | d    | tʃ     | dʒ     | k      | ɡ      |        |        |
| 擦音        |      |      | s    |      |        |        |        |        | h      |        |
| 近音 (边音) |      |      |      |      |        | j      |        | w      |        |        |
| 近音 (边音) |      |      | l    |      |        |        |        |        |        |        |
| 颤音        |      |      |      | r    |        |        |        |        |        |        |

### 重音
重音落在最后一个音节上。

## 语法
巴厘语的语序和标准印尼语相似，动词和名词的曲折变化都很少。但是，派生很常见。后缀可以作为定冠词或不定冠词，甚至可以用来表示属格。

### 语域
基于说话人的关系与身份，巴厘语有三种不同的语域：低级语域(basa ketah),中级语域(basa madia)和高级语域(basa singgih)。高级语域中有许多梵语和爪哇语借词。

## 数字
巴厘语有自己独有的十进制数字系统，但是该数字系统較為复杂，有些數詞用以表示非十進的數值，例如45、175和1600。

## 书写系统

巴厘文的基础字母

巴厘语有两种书写系统，一是巴厘文，二是现在通行的拉丁文字。

### 巴厘文
巴厘文（ Askara Bali）是一种脱胎于印度婆罗米文字的元音附标文字，现存最早的碑刻可以追溯到公元11世纪。巴厘文与爪哇文基本一致。
今天，很少人还精通巴厘文。

### 拉丁文字
今天，巴厘岛的学校中教授被称作Tulisan Bali的拉丁文字。

## 外部連結
- Ager, Simon. . Omniglot.   [2007-03-07]. （原始内容存档于2007年3月9日）.
- The Balinese Digital Library.
- Widiadana R. A. & Erviani N. K. (29 January 2011). Ancient ‘lontar’ manuscripts go digital （页面存档备份，存于）. The Jakarta Post.
- Erviani N. K. (14 January 2011). US scholar brings ancient Balinese scripts to digital age （页面存档备份，存于）. The Jakarta Post.
- https://symbl.cc/en/unicode/blocks/balinese/ （页面存档备份，存于）